# راندا دي جيرمين
راندا دي جيرمين (مواليد 24 أبريل 1984) هي مُقاتلة فنون قتالية مختلطة هولندية.

## وصلات خارجية
- راندا دي جيرمين على موقع يو إف سي (الإنجليزية)
- راندا دي جيرمين على موقع شيردوغ (الإنجليزية)
- راندا دي جيرمين على موقع Tapology.com (الإنجليزية)
- راندا دي جيرمين على موقع IMDb (الإنجليزية)